# Saurischia
Saurischia (din greacă sauros (σαυρος) – „șopârla” și ischion (ισχιον) – „șold comun”) este unul dintre cele două ordine, sau diviziuni de bază, de dinozauri (celălalt este Ornithischia). În 1888, paleontologul britanic Harry Seeley a clasificat dinozaurii în două ordine, pe baza structurii lor de șold. Saurischia („bazin de șopârlă”) se deosebește de ornithischia („bazin de pasăre”), prin configurarea oaselor șoldului. Astăzi, majoritatea paleontologilor clasifică Saurischia ca pe o cladă ne-evaluată mai degrabă decât ca un ordin.